# Bassoles-Aulers
Bassoles-Aulers is een gemeente in het Franse departement Aisne (regio Hauts-de-France) en telt 144 inwoners (1999). De plaats maakt deel uit van het arrondissement Laon.

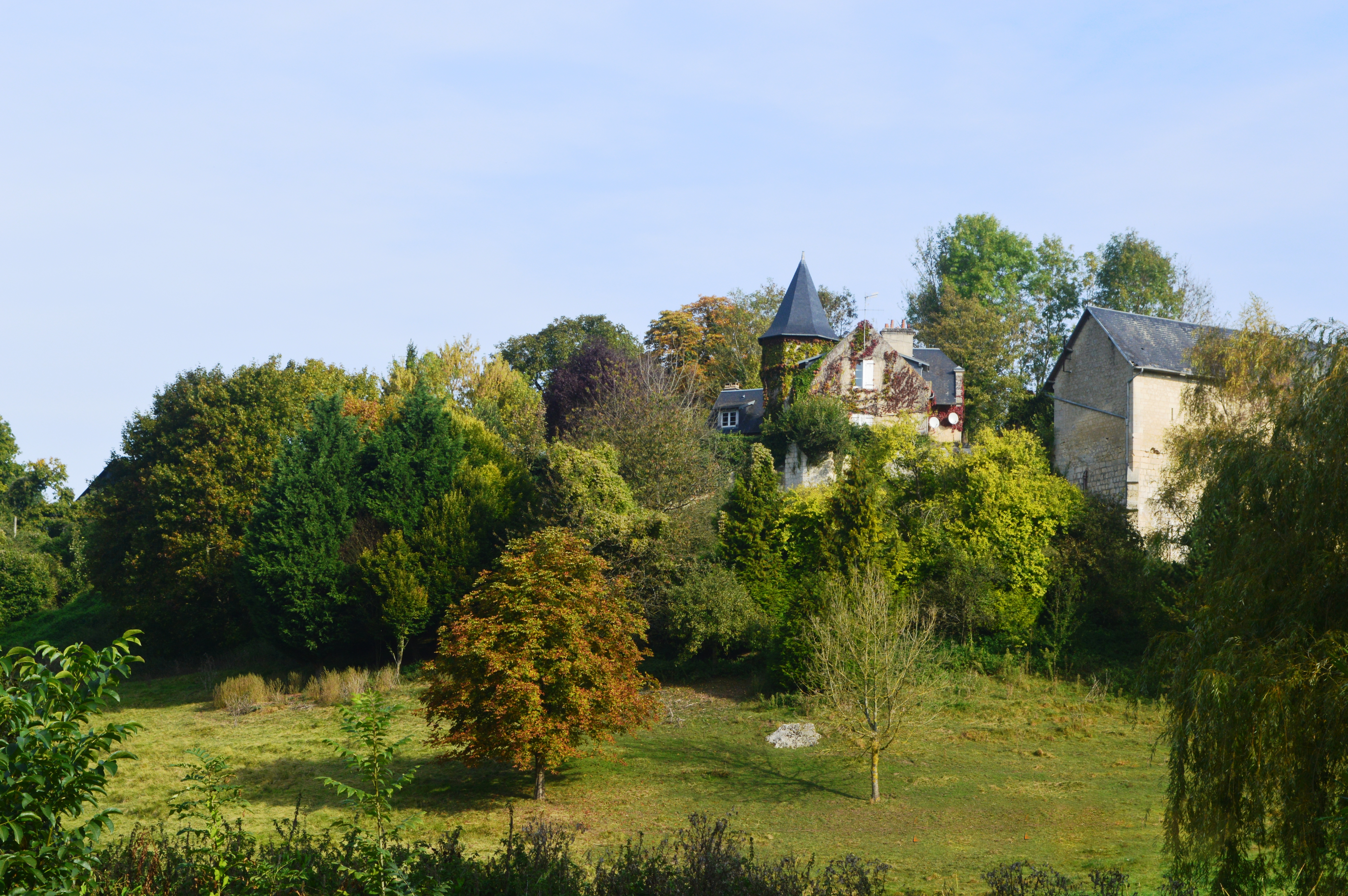
Bassoles-Aulers
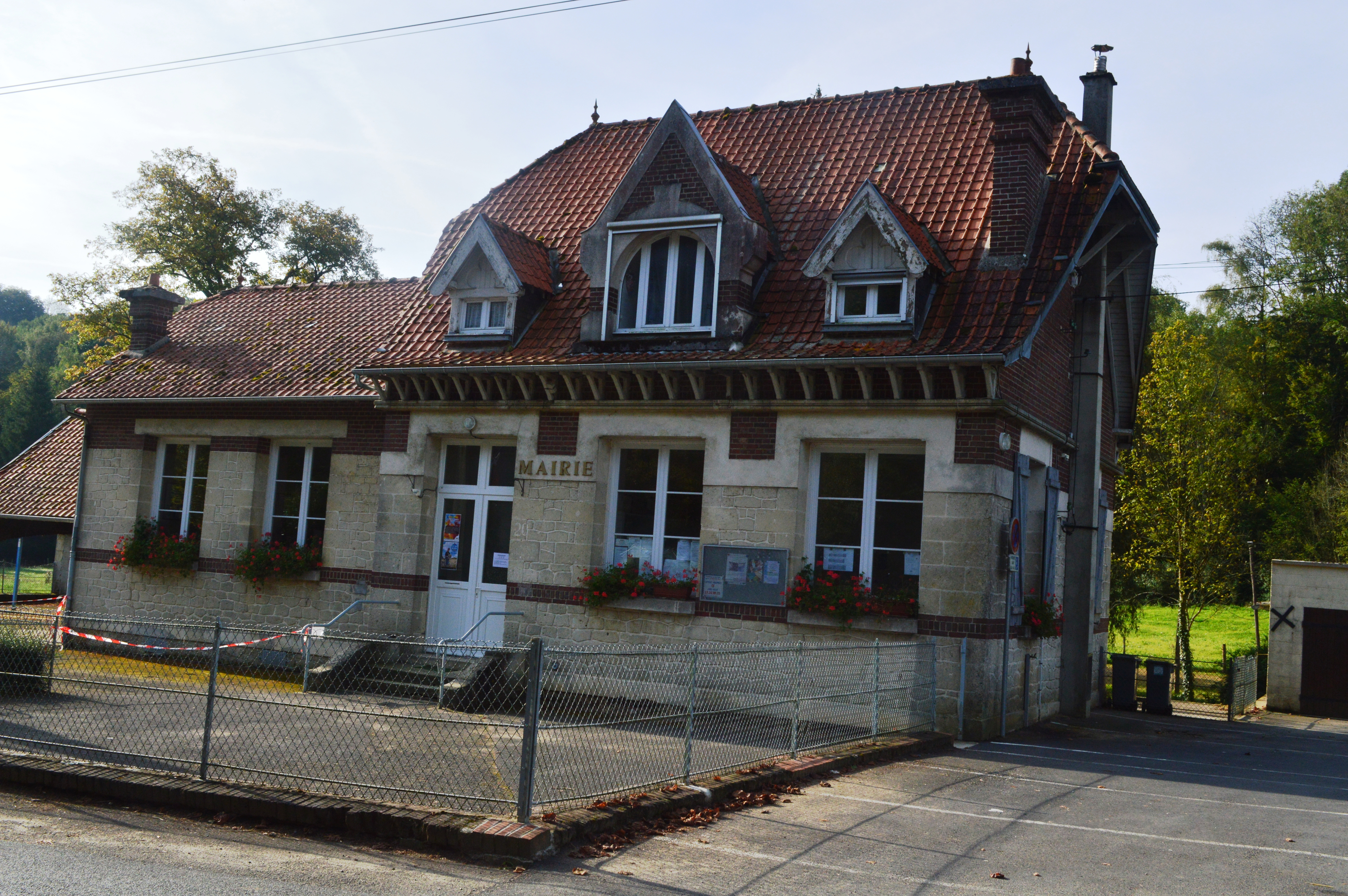
Gemeentehuis
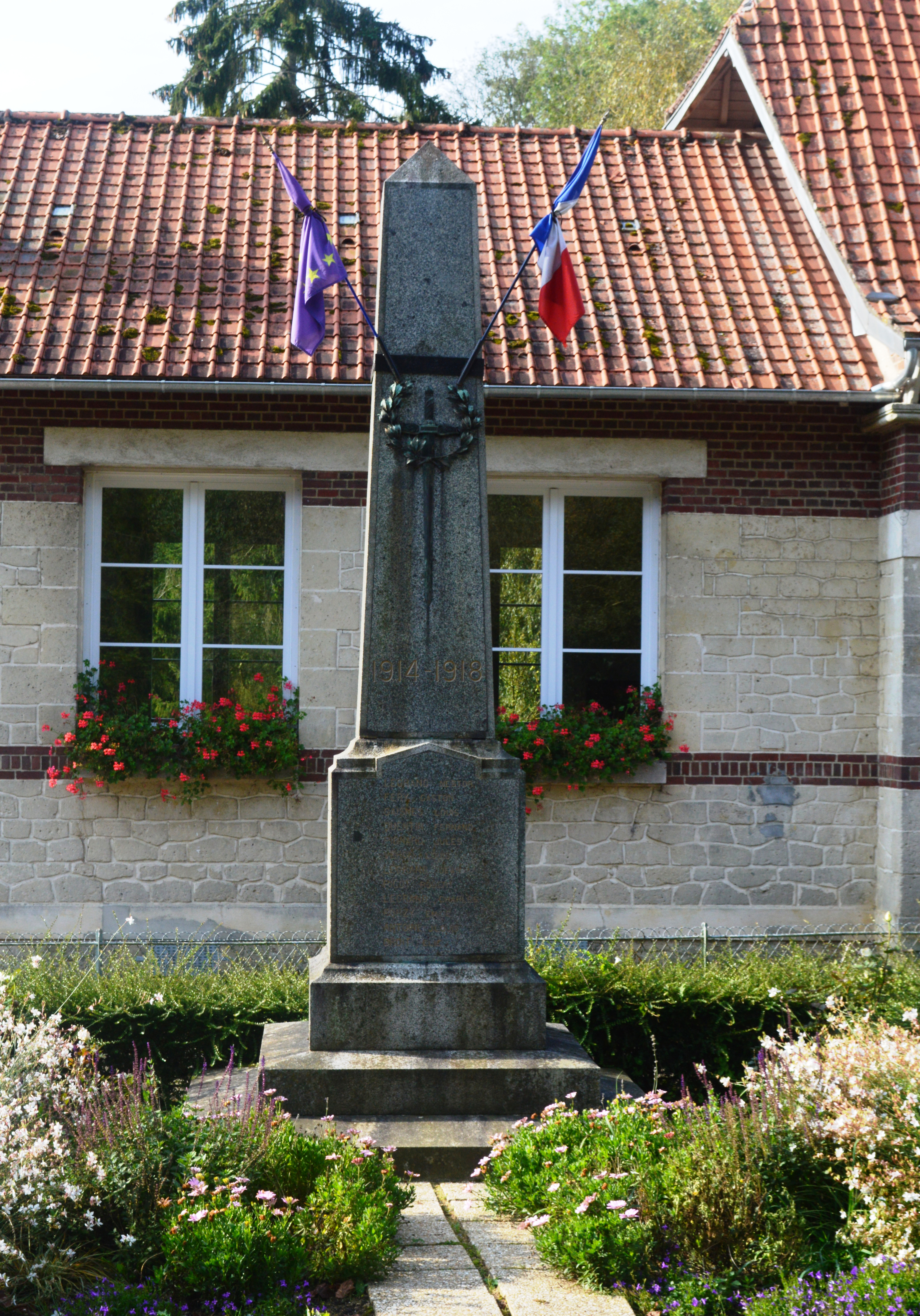
Oorlogsmonument
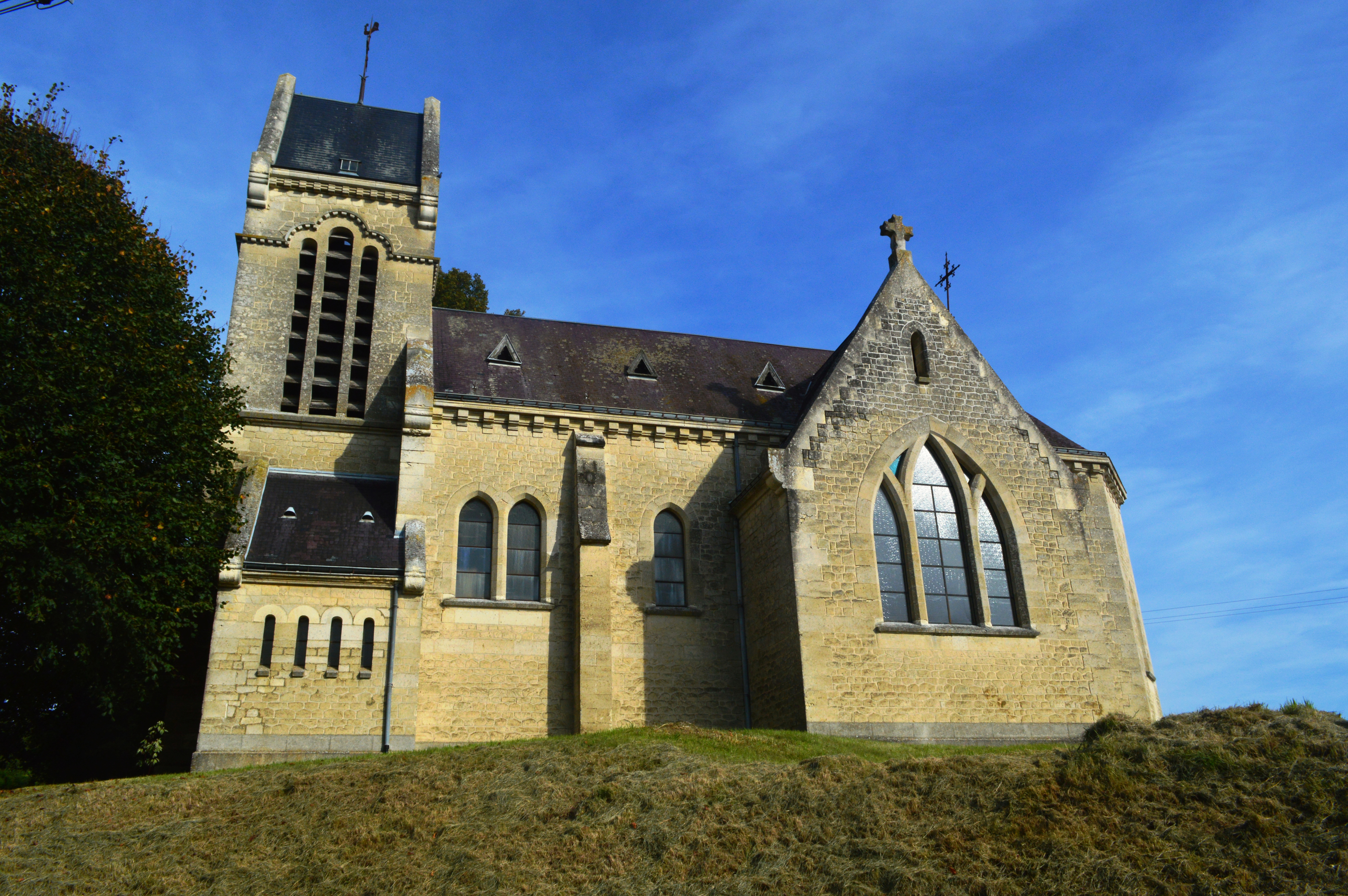
Kerk van Bassoles-Aulers

## Geografie
De oppervlakte van Bassoles-Aulers bedraagt 7,1 km², de bevolkingsdichtheid is 20,3 inwoners per km².
De onderstaande kaart toont de ligging van Bassoles-Aulers met de belangrijkste infrastructuur en aangrenzende gemeenten.

## Demografie
Onderstaande figuur toont het verloop van het inwonertal (bron: INSEE-tellingen).
Vanwege een beveiligingsprobleem met de MediaWiki Graph-software is het momenteel niet mogelijk deze grafiek weer te geven. Zodra de software is bijgewerkt zal de grafiek vanzelf weer zichtbaar worden.
1. ↑  Populations de référence 2022.